# Vitamin B
B-vitamin er en klasse af vandopløselige vitaminer, som spiller en vigtig rolle i cellers metabolisme. Selv om de deler navn, er de kemisk adskilte forbindelser, der ofte eksisterer side om side i de samme fødevare. Generelt betegnes et kosttilskud, som indeholder flere eller samtlige otte B-vitaminer som et vitamin B-kompleks. Individuelle B-vitamin-kosttilskud betegnes med hvert vitamins specifikke nummer eller navn: B1 = tiamin, B2 = riboflavin, B3 = niacin, osv. Nogle er bedre kendt ved deres navn end deres nummer, heriblandt: niacin (B3), pantotensyre (B5), biotin (B7) og folsyre (B9).
Hvert B-vitamin er enten en cofaktor (normalt et coenzym) for centrale metabolske processer eller et udgangsstof, der er nødvendigt for at skabe en.

## Liste over B-vitaminer
Flere substanser, der tidligere mentes at være vitaminer, havde fået nummer i B-vitamin-nummereringen, men blev konstateret enten ikke at være essentielle for overlevelse eller kunne produceres af kroppen, kunne derfor ikke betragtes som vitaminer. Af den grund mangler vitamin B4, vitamin B8, vitamin B10 og vitamin B11.
| B number    | Navn                                                                            | Beskrivelse |
| ----------- | ------------------------------------------------------------------------------- | --- |
| Vitamin B1  | tiamin                                                                          | Et coenzym i katabolismen af sukker og aminosyrer. |
| Vitamin B2  | riboflavin                                                                      | Et udgangsstof for coenzymer kaldet FAD og FMN, som behøves for flavoprotein-eynzymreaktioner, heriblandt aktiveringen af andre vitaminer.                                                                           |
| Vitamin B3  | niacin (nicotinsyre), nicotinamid, nicotinamid-ribosid                          | Et udgangsstof for coenzymerne NAD og NADP, som kræves i mange metabolske processer. |
| Vitamin B5  | pantotensyre                                                                    | Et udgangsstof for coenzym A og kræves derfor for at metabolisere mange molekyler. |
| Vitamin B6  | pyridoxin, pyridoxal, pyridoxamin                                               | Et coenzym i mange enzymatiske reaktioner i metabolisme. |
| Vitamin B7  | biotin                                                                          | Et coenzym for carboxyleringsenzymer, påkrævet for syntese af fedtsyrer og i glukoneogenese. |
| Vitamin B9  | folsyre/folat                                                                   | Et udgangsstof, der kræves for at kunne skabe, reparere og metylere DNA; en cofactor i diverse reaktioner; særligt vigtig i forhold til at støtte hastig celledeling og vækst, såsom hos spædbørn og ved graviditet. |
| Vitamin B12 | diverse cobalaminer; typisk cyanocobalamin eller metylcobalamin i vitaminpiller | Et coenzym, der er involveret i metabolisme i alle celler i menneskekroppen, især i forhold til DNA-syntese og regulering, men også fedtsyremetabolisme og aminosyremetabolisme.                                     |